# Eerste communie
De eerste (heilige) communie is in de Rooms-Katholieke Kerk de feestelijke gelegenheid waarbij iemand voor het eerst nadert tot de eucharistie. De eerste communie maakt deel uit van de initiatiesacramenten (doopsel, eucharistie en vormsel) en dient voorafgegaan te worden door de eerste biecht.

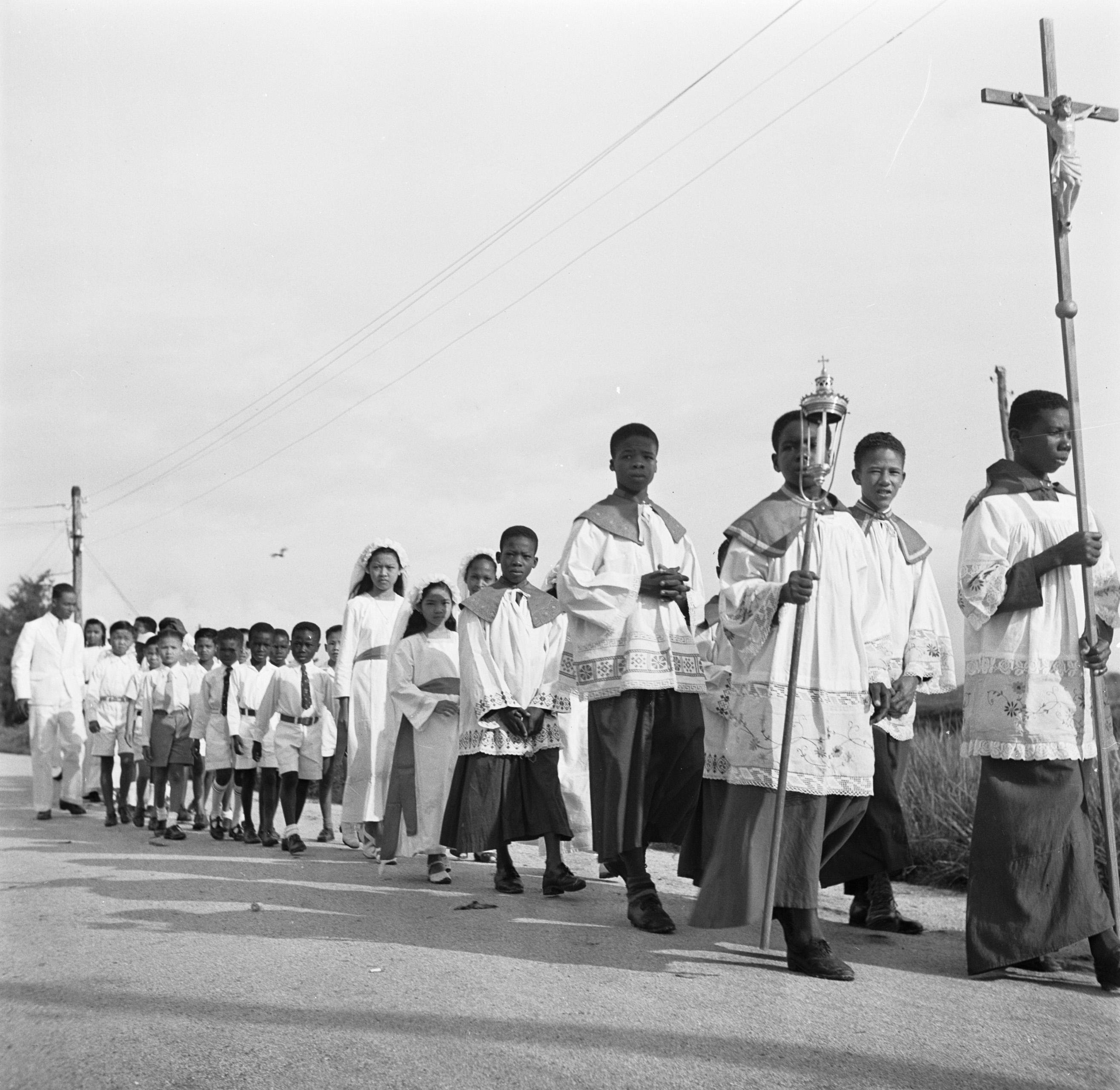
Eerste communie in Nieuw-Nickerie (Suriname) in 1947

Doorgaans nemen kinderen voor het eerst deel aan de communie wanneer ze tot de jaren van verstand zijn gekomen (ongeveer 6 tot 7 jaar). Dit gebeurt na een voorbereidingstijd, waarbij ze op school of op de parochie catechese krijgen over Kerk, sacramenten, Jezus en de eucharistie. Kern en hoogtepunt van de eerste communie is een feestelijke mis, waarbij de eerste communicanten nauw betrokken worden bij de liturgie (de intredeprocessie, een preek in vraag en antwoord, zang of het aandragen van de gaven). Vooral in het zuiden van Nederland en in België wordt naar aanleiding van de eerste communie een familiefeest gevierd.
In Vlaanderen doen kinderen hun eerste communie (afhankelijk van de regio) in het eerste of tweede leerjaar van de lagere school. Tot 1910 was het gebruikelijk dat jongens en meisjes pas op hun twaalfde hun eerste heilige communie deden. Een kleine eeuw na de zaligverklaring van Imelda Lambertini, patrones van de eerste communicanten, vervroegde paus Pius X de leeftijd in het decreet Quam Singulari. Men kan ook op latere leeftijd voor het eerst ter communie gaan. Bij de doop van een volwassene worden de sacramenten doop, vormsel en eerste communie direct achter elkaar in één mis uitgereikt.

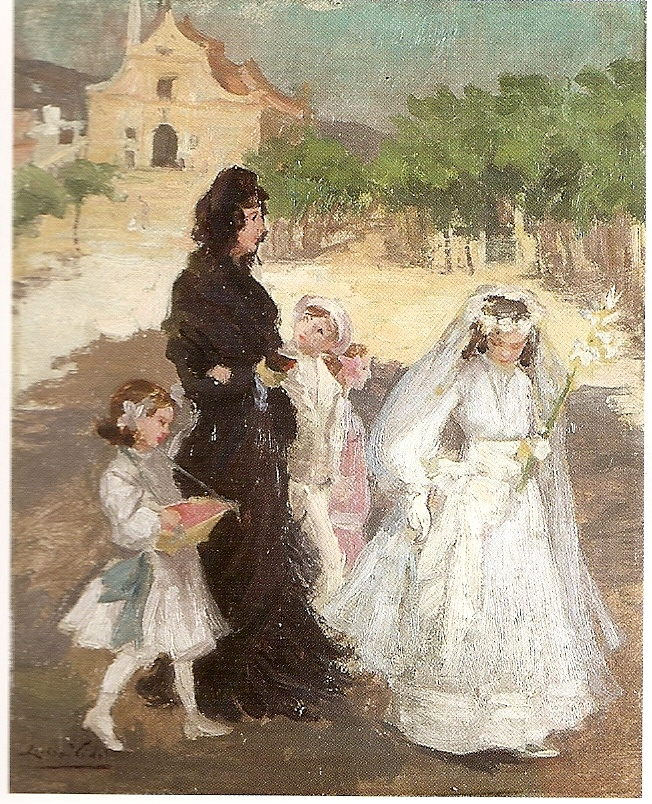
Eerst communie, schilderij door Lluïsa Vidal uit ca. 1909-1918